# Nørbæk Kirke
Nørbæk Kirke  ligger i Nørbæk Sogn (Nørbeg) sydvest for Fårup i den tidligere Purhus Kommune, nu i Randers Kommune (Sønderlyng Herred). Kor og skib er fra romansk tid, opført i granitkvadrer. Våbenhuset ligger på nordsiden og var oprindeligt i bindingsværk, men er nu erstattet af et nyt i træ. Tårnet er fra slutningen af middelalderen og har formentlig været højere.
Der er fundet spor af naive kalkmalerier med årstallene 1799 og 1811, men de er dækket igen. Altertavlen , der blev restaureret i 1924, er et renæssancesnedkerarbejde fra begyndelsen af 1600-tallet med et nyere nadverbillede. Døbefonten er romansk granit. Prædikestolen er fra midten af 1600-tallet med apostelbilleder. På kirkeloftet er der fundet et stærkt beskadiget krucifiks, som er ophængt i kirken.
På østsiden af koret findes der to skakbrætsten, en i 3. række over soklen med 8 vandrette og 9 (10?) lodrette rækker og en i 12. række over soklen med 10 vandrette og 13 lodrette rækker.